# آنجل گارزا
آنجل گارزا (انگلیسی: Angel Garza؛ زادهٔ ۲۳ سپتامبر ۱۹۹۲) کشتی‌گیر کشتی حرفه‌ای اهل مکزیک است.